# Rocca de’ Giorgi
Rocca de’ Giorgi – miejscowość i gmina we Włoszech, w regionie Lombardia, w prowincji Pawia.
Według danych na rok 2004 gminę zamieszkiwało 98 osób, 9,8 os./km².